# Phaenocarpa kokujevi
Phaenocarpa kokujevi är en stekelart som beskrevs av Sergey A. Belokobylskij 1998. Phaenocarpa kokujevi ingår i släktet Phaenocarpa och familjen bracksteklar. Inga underarter finns listade i Catalogue of Life.